# Espenel
 Espenel  là một xã thuộc tỉnh Drôme trong vùng Auvergne-Rhône-Alpes in the Auvergne-Rhône-Alpes region đông nam nước Pháp. Xã Espenel nằm ở khu vực có độ cao từ 265-1190 mét trên mực nước biển.